# 竹田高校剣道部熱中症死亡事件
竹田高校剣道部熱中症死亡事件（たけたこうこうけんどうぶねっちゅうしょうしぼうじけん）は、大分県立竹田高等学校で起きた事件。

## 概要

### 当日の練習
2009年8月22日に大分県立竹田高等学校では、午前9時から剣道部の練習が始まっていた。この日の練習が行われていた剣道場には、顧問と副顧問がいた。基本練習が行われてから午前10時ごろに給水が行われ、各自はコップ2杯程度の水分を取った。竹田高校剣道部では日頃から、次の練習に響かないように水分補給は少なめにするという誤った認識があった。午前10時半頃から打ち込みが始まり、その時にトイレに嘔吐をしに行く部員がいた。これは熱中症の症状の1つであった。それなのに顧問はトイレから戻ってきた部員を案ずるどころか竹刀で叩いていた。それから顧問は死亡することとなる生徒への指導に苛烈さを増していき、声を荒げたり叩いたりしていた。そして1人で練習をさせられるようになる。この練習が合格であるかどうかを他の部員全員の挙手で決めることにしたのだが、合格とした部員に顧問はどこが良いのだと責めていたため誰も挙手できなくなった。それから練習させられていた生徒は徐々にふらついていき、繰り返し壁に当たるようになり、ついにひざまずいてもう無理ですと言った。それから違う方向を向いて動かなくなるのだが、顧問はきついふりをするなと怒鳴った。それから顧問は立たせて突き飛ばしたら歩き出して壁にぶつかって叫んで倒れた。それに対して顧問は馬乗りになり往復ビンタをした。それから動かなくなり何も反応しなくなり、水分を取らせようとしても全て吐いた。

### 生徒の死亡
顧問が意識の無くなった生徒を搬送する救急車を呼んだのは倒れてから24分後の午後0時19分頃のことであった。顧問から連絡を受けた父が病院に駆けつけると生徒は起き上がろうとしたが懸命に抑えた。それから母も病院に着いた。その日の午後に生徒は死亡した。体温は42度もあった。死因は熱中症を悪化させた熱射病であった。通夜の席では母は顧問に殴り続けたことを問い詰めたが、顧問は気付けのためにやったと答えるのみであった。副顧問は顧問を止め切れなかったと答えるのみであった。後日にこのことを説明する保護者会が開かれたが、学校側からは謝罪も詳細な報告も無く、生徒の心のケアの相談体制の話をするのみであった。それから4か月後に大分県教育委員会より顧問は停職6か月、副顧問は停職2か月の処分が下る。だが大分県教育委員会の両親に対する対応は誠意が感じられず、問い合わせをされた時のみ応対するのみであった。顧問と副顧問の処分に至るまでの説明もされなかった。
司法解剖に当たった医師は、熱射病でここまで内臓が傷んでしまった遺体は見たことが無いと語った。母によると加害者となった顧問が竹田高校剣道部の顧問に就任した2009年からあざをつくって帰宅することが増えていた。その顧問が以前に勤務していた学校でも行き過ぎた指導によって剣道を続けられなくなった生徒がいたという噂を聞いていたので、何かあるのではという疑念を持っていた。剣道は竹刀で攻撃する部分は防具の部分に限られているのだが、防具をつけていない部分の怪我が増えていたため、夫には息子が殺されてしまうと訴えていた。父は自身も剣道を続けてきたため剣道の稽古が厳しいことはよく知っており、誤って防具をつけていない部分を叩いてしまうことも少なくないが、息子の怪我は異常であったと語る。心身を鍛錬するには厳しい指導に耐える場面も必要であるが、剣道は教則やルールを守って行うならば人が死ぬことは無いと語る。このため顧問の行為は剣道を逸脱した指導を装った暴力であったと考えている。父は顧問は当然懲戒解雇になるだろうと思っていたものの、6か月の停職という処分には納得しなかった。

### 法的措置
両親は当初は学校側は顧問を厳しく処分するはずだと思っていたことから、顧問の刑事責任を追及することまでは考えていなかった。だが学校側の処分は思っていたよりも軽かったために、それならば厳しい刑罰が課されるべきだろうという考えに変わっていった。事件が発生した時点で既に竹田警察署は様々な犯罪の成立を見据えて、業務上過失致死罪で書類送検していた。だが顧問の暴力と熱射病を引き起こしたことに因果関係が弱いために不起訴処分になり、処罰に納得しなかった。明らかな暴力行為があったために暴行罪で責任を追及することもできたのだが、暴行罪の刑罰は非常に軽いために、暴行罪での処分は望まなかった。
国家賠償法に定められている求償権に着目して顧問の責任を追及することにした。顧問は地方公務員という立場であったために、国家賠償法によって国や地方公共団体が損害賠償を支払うことになるため、顧問個人に直接償わせることはできない。国家賠償法第1条2項で、公務員の故意または重大な過失が認められる場合に、その公務員に賠償金の一部または全部を負担させることができると規定されており、国や地方自治体から加害者に賠償金を請求できる。これにより顧問に罪を償わせることにした。国家賠償裁判では顧問の重過失が認められて大分県に損害賠償を命じられた。そして大分県は顧問に求償権を行使して損害賠償の一部を支払わせることができた。

### 事件以降
事件以降の竹田高校では、事件が発生した日である8月22日は「健康・安全の日」と定めている。この日に校長は、校内放送で二度と熱中症で命を失うことがないように、このために行動できることを常に心に留めておくように伝えている。8月22日が始業式になっており、始業式の終了後には熱中症を想定した緊急対応訓練が実施されている。
2022年にはこの事件の裁判記録が廃棄されていたということが明らかとなった。廃棄されていたのは、生徒が倒れた後に暴行した顧問の対応などの高校側の責任を問うた国家賠償法での損害賠償を求める裁判の第一審の裁判記録で、これは永久に保存することとする特別保存に指定されていた記録であった。廃棄された記録には事件直後に父が苦しい思いをしながら聞いて回った証言もあり、息子の命そのものであった。このことで息子は学校と裁判と裁判記録廃棄で3度殺されたと語る。2023年6月13日に両親は最高裁判所を訪れて、廃棄の経緯などの説明を受けた。そして最高裁判所は謝罪をした上で記録の復元を検討しているということを明らかにした。